# Grand Prix Węgier 2017
Grand Prix Węgier 2017 (oficjalnie Formula 1 Pirelli Magyar Nagydíj 2017) – jedenasta eliminacja Mistrzostw Świata Formuły 1 w sezonie 2017. Grand Prix odbyło się w dniach 28–30 lipca 2017 roku na torze Hungaroring w Mogyoród.

## Lista startowa
Źródło: Wyprzedź Mnie!
| Nr | Kierowca           | Zespół                           | Samochód                      | Silnik                | Opony |
| -- | ------------------ | -------------------------------- | ----------------------------- | --------------------- | ----- |
| 2  | Stoffel Vandoorne  | McLaren Honda Formula 1 Team     | McLaren MCL32                 | Honda RA617H 1.6T V6  | P     |
| 3  | Daniel Ricciardo   | Red Bull Racing                  | Red Bull RB13                 | TAG Heuer 1.6T V6     | P     |
| 5  | Sebastian Vettel   | Scuderia Ferrari                 | Ferrari SF70H                 | Ferrari 059/5 1.6T V6 | P     |
| 7  | Kimi Räikkönen     | Scuderia Ferrari                 | Ferrari SF70H                 | Ferrari 062 1.6T V6   | P     |
| 8  | Romain Grosjean    | Haas F1 Team                     | Haas VF-17                    | Ferrari 062 1.6T V6   | P     |
| 9  | Marcus Ericsson    | Sauber F1 Team                   | Sauber C36                    | Ferrari 059/5 1.6T V6 | P     |
| 11 | Sergio Pérez       | Sahara Force India F1 Team       | Force India VJM10             | Mercedes 1.6T V6      | P     |
| 14 | Fernando Alonso    | McLaren Honda Formula 1 Team     | McLaren MCL32                 | Honda RA617H 1.6T V6  | P     |
| 18 | Lance Stroll       | Williams Martini Racing          | Williams FW40                 | Mercedes 1.6T V6      | P     |
| 19 | Felipe Massa       | Williams Martini Racing          | Williams FW40                 | Mercedes 1.6T V6      | P     |
| 20 | Kevin Magnussen    | Haas F1 Team                     | Haas VF-17                    | Ferrari 059/5 1.6T V6 | P     |
| 26 | Daniił Kwiat       | Scuderia Toro Rosso              | Toro Rosso STR12              | Renault 1.6T V6       | P     |
| 27 | Nico Hülkenberg    | Renault Sport Formula One Team   | Renault R.S.17                | Renault 1.6T V6       | P     |
| 30 | Jolyon Palmer      | Renault Sport Formula One Team   | Renault R.S.17                | Renault 1.6T V6       | P     |
| 31 | Esteban Ocon       | Sahara Force India F1 Team       | Force India VJM10             | Mercedes 1.6T V6      | P     |
| 33 | Max Verstappen     | Red Bull Racing                  | Red Bull RB13                 | TAG Heuer 1.6T V6     | P     |
| 34 | Alfonso Celis      | Sahara Force India F1 Team       | Force India VJM10             | Mercedes 1.6T V6      | P     |
| 40 | Paul di Resta      | Williams Martini Racing          | Williams FW40                 | Mercedes 1.6T V6      | P     |
| 44 | Lewis Hamilton     | Mercedes AMG Petronas Motorsport | Mercedes AMG F1 W08 EQ Power+ | Mercedes 1.6T V6      | P     |
| 50 | Antonio Giovinazzi | Haas F1 Team                     | Haas VF-17                    | Ferrari 059/5 1.6T V6 | P     |
| 55 | Carlos Sainz Jr.   | Scuderia Toro Rosso              | Toro Rosso STR12              | Renault 1.6T V6       | P     |
| 77 | Valtteri Bottas    | Mercedes AMG Petronas Motorsport | Mercedes AMG F1 W08 EQ Power+ | Mercedes 1.6T V6      | P     |
| 94 | Pascal Wehrlein    | Sauber F1 Team                   | Sauber C36                    | Ferrari 059/5 1.6T V6 | P     |
| Nr | Kierowca           | Zespół                           | Samochód                      | Silnik                | Opony |

## Wyniki

### Sesje treningowe
Źródło: Wyprzedź Mnie!
| Sesja | Nr | Kierowca         | Konstruktor        | Czas     | Okr. |
| ----- | -- | ---------------- | ------------------ | -------- | ---- |
| 1     | 3  | Daniel Ricciardo | Red Bull-TAG Heuer | 1:18,486 | 31   |
| 2     | 3  | Daniel Ricciardo | Red Bull-TAG Heuer | 1:18,455 | 32   |
| 3     | 5  | Sebastian Vettel | Ferrari            | 1:17,017 | 17   |

### Kwalifikacje
Źródło: Wyprzedź Mnie!
| Poz. | Nr | Kierowca          | Konstruktor          | Q1       | Q2       | Q3       | Poz. s. |
| --- | --- | ----------------- | -------------------- | -------- | -------- | -------- | ------- |
| 1 | 5 | Sebastian Vettel  | Ferrari              | 1:17,244 | 1:16,802 | 1:16,276 | 1       |
| 2 | 7 | Kimi Räikkönen    | Ferrari              | 1:17,364 | 1:17,207 | 1:16,444 | 2       |
| 3 | 77 | Valtteri Bottas   | Mercedes             | 1:18,058 | 1:17,362 | 1:16,530 | 3       |
| 4 | 44 | Lewis Hamilton    | Mercedes             | 1:17,492 | 1:16,693 | 1:16,707 | 4       |
| 5 | 33 | Max Verstappen    | Red Bull–TAG Heuer   | 1:17,266 | 1:17,028 | 1:16,797 | 5       |
| 6 | 3 | Daniel Ricciardo  | Red Bull–TAG Heuer   | 1:17,702 | 1:17,698 | 1:16,818 | 6       |
| 7 | 27 | Nico Hülkenberg   | Renault              | 1:18,137 | 1:17,655 | 1:17,468 | 12      |
| 8 | 14 | Fernando Alonso   | McLaren–Honda        | 1:18,395 | 1:17,919 | 1:17,549 | 7       |
| 9 | 2 | Stoffel Vandoorne | McLaren–Honda        | 1:18,479 | 1:18,000 | 1:17,894 | 8       |
| 10 | 55 | Carlos Sainz Jr.  | Toro Rosso           | 1:18,948 | 1:18,311 | 1:18,912 | 9       |
| 11 | 30 | Jolyon Palmer     | Renault              | 1:18,699 | 1:18,415 | –        | 10      |
| 12 | 31 | Esteban Ocon      | Force India–Mercedes | 1:18,843 | 1:18,495 | –        | 11      |
| 13 | 26 | Daniił Kwiat      | Toro Rosso           | 1:18,702 | 1:18,538 | –        | 16      |
| 14 | 11 | Sergio Pérez      | Force India–Mercedes | 1:19,095 | 1:18,639 | –        | 13      |
| 15 | 8 | Romain Grosjean   | Haas–Ferrari         | 1:19,085 | 1:18,771 | –        | 14      |
| 16 | 20 | Kevin Magnussen   | Haas–Ferrari         | 1:19,095 | –        | –        | 15      |
| 17 | 18 | Lance Stroll      | Williams–Mercedes    | 1:19,102 | –        | –        | 17      |
| 18 | 94 | Pascal Wehrlein   | Sauber               | 1:19,839 | –        | –        | 18      |
| 19 | 40 | Paul di Resta     | Williams–Mercedes    | 1:19,868 | –        | –        | 19      |
| 20 | 9 | Marcus Ericsson   | Sauber               | 1:19,972 | –        | –        | 20      |
| Poz. | Nr | Kierowca          | Konstruktor          | Q1       | Q2       | Q3       | Poz. s. |
| \| Legenda \| Legenda \| \| ------------------------ \| ---------------------------------------------------------------------------------------------------------------------------------------------------------------------------------------------------------------------------------------------------------------- \| \| Poz. Nr Q1 Q2 Q3 Poz. s. \| Pozycja zajęta w sesji kwalifikacyjnej Numer startowy kierowcy Wynik uzyskany w pierwszej części kwalifikacji Wynik uzyskany w drugiej części kwalifikacji Wynik uzyskany w trzeciej części kwalifikacji Pozycja startowa po uwzględnięniu kar, przesunięć, itp. \| | |                   |                      |          |          |          |         |
| Legenda | |                   |                      |          |          |          |         |
| Poz. Nr Q1 Q2 Q3 Poz. s. | Pozycja zajęta w sesji kwalifikacyjnej Numer startowy kierowcy Wynik uzyskany w pierwszej części kwalifikacji Wynik uzyskany w drugiej części kwalifikacji Wynik uzyskany w trzeciej części kwalifikacji Pozycja startowa po uwzględnięniu kar, przesunięć, itp. |                   |                      |          |          |          |         |

### Wyścig
Źródło: Wyprzedź Mnie!
| P                 | + / –     | Nr | Kierowca          | Konstruktor          | Okr. | Czas / Strata | Komentarz              |
| ----------------- | --------- | -- | ----------------- | -------------------- | ---- | ------------- | ---------------------- |
| 1                 | Bez zmian | 5  | Sebastian Vettel  | Ferrari              | 70   | 1:39:46,713   |                        |
| 2                 | Bez zmian | 7  | Kimi Räikkönen    | Ferrari              | 70   | +0:00,908     |                        |
| 3                 | Bez zmian | 77 | Valtteri Bottas   | Mercedes             | 70   | +0:12,462     |                        |
| 4                 | Bez zmian | 44 | Lewis Hamilton    | Mercedes             | 70   | +0:12,885     |                        |
| 5                 | Bez zmian | 33 | Max Verstappen    | Red Bull–TAG Heuer   | 70   | +0:13,276     |                        |
| 6                 | 1         | 14 | Fernando Alonso   | McLaren–Honda        | 70   | +1:11,223     |                        |
| 7                 | 2         | 55 | Carlos Sainz Jr.  | Toro Rosso           | 69   | +1 okr.       |                        |
| 8                 | 5         | 11 | Sergio Pérez      | Force India–Mercedes | 69   | +1 okr.       |                        |
| 9                 | 2         | 31 | Esteban Ocon      | Force India–Mercedes | 69   | +1 okr.       |                        |
| 10                | 2         | 2  | Stoffel Vandoorne | McLaren–Honda        | 69   | +1 okr.       |                        |
| 11                | 5         | 26 | Daniił Kwiat      | Toro Rosso           | 69   | +1 okr.       |                        |
| 12                | 2         | 30 | Jolyon Palmer     | Renault              | 69   | +1 okr.       |                        |
| 13                | 2         | 20 | Kevin Magnussen   | Haas–Ferrari         | 69   | +1 okr.       | [ c ]                  |
| 14                | 3         | 18 | Lance Stroll      | Williams–Mercedes    | 69   | +1 okr.       |                        |
| 15                | 3         | 94 | Pascal Wehrlein   | Sauber               | 68   | +2 okr.       |                        |
| 16                | 4         | 9  | Marcus Ericsson   | Sauber               | 68   | +2 okr.       |                        |
| 17                | 5         | 27 | Nico Hülkenberg   | Renault              | 67   | +3 okr.       | hamulce                |
| Niesklasyfikowani |           |    |                   |                      |      |               |                        |
|                   |           | 40 | Paul di Resta     | Williams–Mercedes    | 60   | +10 okr.      | wyciek oleju           |
|                   |           | 8  | Romain Grosjean   | Haas–Ferrari         | 20   | +50 okr.      | niedokręcone koło      |
|                   |           | 3  | Daniel Ricciardo  | Red Bull–TAG Heuer   | 0    | +70 okr.      | kolizja z Verstappenem |
| P                 | + / –     | Nr | Kierowca          | Konstruktor          | Okr. | Czas / Strata | Komentarz              |

### Najszybsze okrążenie
Źródło: Wyprzedź Mnie!
| Nr | Kierowca        | Konstruktor   | Czas     | Okr. |
| -- | --------------- | ------------- | -------- | ---- |
| 14 | Fernando Alonso | McLaren–Honda | 1:20,182 | 69   |

## Prowadzenie w wyścigu
Źródło: Racing–Reference.info
| Nr                              | Kierowca         | Okrążenia   | Suma |
| ------------------------------- | ---------------- | ----------- | ---- |
| 5                               | Sebastian Vettel | 1-31, 42-70 | 59   |
| 33                              | Max Verstappen   | 33-42       | 9    |
| 7                               | Kimi Räikkönen   | 31-33       | 2    |
| \| Wykres \| \| ------ \| \| \| |                  |             |      |
| Wykres                          |                  |             |      |
|                                 |                  |             |      |

## Klasyfikacja po zakończeniu wyścigu

### Kierowcy
| P                 | +/− | Kierowca           | Starty | Punkty | P1 | P2 | P3 | PP | NO | NS |
| ----------------- | --- | ------------------ | ------ | ------ | -- | -- | -- | -- | -- | -- |
| 1                 | 0   | Sebastian Vettel   | 11     | 202    | 4  | 4  | –  | 2  | 1  | –  |
| 2                 | 0   | Lewis Hamilton     | 11     | 188    | 4  | 2  | –  | 6  | 6  | –  |
| 3                 | 0   | Valtteri Bottas    | 11     | 169    | 2  | 3  | 3  | 2  | –  | 1  |
| 4                 | 0   | Daniel Ricciardo   | 11     | 117    | 1  | –  | 4  | –  | –  | 3  |
| 5                 | 0   | Kimi Räikkönen     | 11     | 116    | –  | 2  | 2  | 1  | 2  | 1  |
| 6                 | 0   | Max Verstappen     | 11     | 67     | –  | –  | 1  | –  | –  | 5  |
| 7                 | 0   | Sergio Pérez       | 11     | 56     | –  | –  | –  | –  | 1  | 1  |
| 8                 | 0   | Esteban Ocon       | 11     | 45     | –  | –  | –  | –  | –  | –  |
| 9                 | 0   | Carlos Sainz Jr.   | 11     | 35     | –  | –  | –  | –  | –  | 4  |
| 10                | 0   | Nico Hülkenberg    | 11     | 26     | –  | –  | –  | –  | –  | 2  |
| 11                | 0   | Felipe Massa       | 10     | 23     | –  | –  | –  | –  | –  | 2  |
| 12                | 0   | Lance Stroll       | 11     | 18     | –  | –  | 1  | –  | –  | 3  |
| 13                | 0   | Romain Grosjean    | 11     | 18     | –  | –  | –  | –  | –  | 3  |
| 14                | 0   | Kevin Magnussen    | 11     | 11     | –  | –  | –  | –  | –  | 3  |
| 15                | +2  | Fernando Alonso    | 9      | 10     | –  | –  | –  | –  | 1  | 4  |
| 16                | −1  | Pascal Wehrlein    | 9      | 5      | –  | –  | –  | –  | –  | 1  |
| 17                | −1  | Daniił Kwiat       | 11     | 4      | –  | –  | –  | –  | –  | 3  |
| 18                | +2  | Stoffel Vandoorne  | 10     | 1      | –  | –  | –  | –  | –  | 3  |
| 19                | −1  | Jolyon Palmer      | 10     | 0      | –  | –  | –  | –  | –  | 3  |
| 20                | −1  | Marcus Ericsson    | 11     | 0      | –  | –  | –  | –  | –  | 3  |
| 21                | 0   | Antonio Giovinazzi | 2      | 0      | –  | –  | –  | –  | –  | 1  |
| Niesklasyfikowani |     |                    |        |        |    |    |    |    |    |    |
|                   |     | Jenson Button      | 1      | –      | –  | –  | –  | –  | –  | 1  |
|                   |     | Paul di Resta      | 1      | –      | –  | –  | –  | –  | –  | 1  |
| P                 | +/− | Kierowca           | Starty | Punkty | P1 | P2 | P3 | PP | NO | NS |

### Konstruktorzy
| P  | +/− | Konstruktor               | Starty | Punkty | P1 | P2 | P3 | PP | NO | NS |
| -- | --- | ------------------------- | ------ | ------ | -- | -- | -- | -- | -- | -- |
| 1  | 0   | Mercedes                  | 22     | 357    | 6  | 5  | 3  | 8  | 6  | 1  |
| 2  | 0   | Ferrari                   | 22     | 318    | 4  | 6  | 2  | 3  | 3  | 1  |
| 3  | 0   | Red Bull Racing TAG Heuer | 22     | 184    | 1  | –  | 5  | –  | –  | 8  |
| 4  | 0   | Force India Mercedes      | 22     | 101    | –  | –  | –  | –  | 1  | 1  |
| 5  | 0   | Williams Mercedes         | 22     | 41     | –  | –  | 1  | –  | –  | 6  |
| 6  | 0   | Toro Rosso                | 22     | 39     | –  | –  | –  | –  | –  | 7  |
| 7  | 0   | Haas Ferrari              | 22     | 29     | –  | –  | –  | –  | –  | 6  |
| 8  | 0   | Renault                   | 21     | 26     | –  | –  | –  | –  | –  | 5  |
| 9  | +1  | McLaren Honda             | 20     | 11     | –  | –  | –  | –  | 1  | 8  |
| 10 | −1  | Sauber                    | 22     | 5      | –  | –  | –  | –  | –  | 5  |
| P  | +/− | Kierowca                  | Starty | Punkty | P1 | P2 | P3 | PP | NO | NS |